# Ahmet Yumrukaya
Ahmet Yumrukaya (ur. 25 maja 1984 w Stambule) – turecki wioślarz, brązowy medalista mistrzostw świata.

## Osiągnięcia
- Mistrzostwa świata juniorów – Troki 2002 – dwójka bez sternika – 11. miejsce.
- Mistrzostwa świata U-23 – Amsterdam 2005 – dwójka bez sternika wagi lekkiej – 6. miejsce.
- Mistrzostwa świata – Eton 2006 – czwórka bez sternika wagi lekkiej – 16. miejsce.
- Mistrzostwa świata – Monachium 2007 – dwójka podwójna wagi lekkiej – 20. miejsce.
- Mistrzostwa świata – Linz 2008 – czwórka podwójna wagi lekkiej – 5. miejsce.
- Mistrzostwa świata – Poznań 2009 – ósemka wagi lekkiej – 7. miejsce.
- Mistrzostwa świata – Amsterdam 2014 – ósemka ze sternikiem wagi lekkiej – 3. miejsce